# Geophagus
Geophagus é um gênero de ciclídeos que vivem principalmente na América do Sul, até o sul da Argentina e do Uruguai, mas uma única espécie, G. crassilabris, é do Panamá. Eles são encontrados em uma ampla variedade de habitats de água doce. Eles fazem parte de um grupo popularmente conhecido como "comedores de terra" e se alimentam principalmente sugando bocados de areia para peneirar itens alimentares, como invertebrados, material vegetal e detritos. As maiores espécies atingem mais de 28 cm. Eles são freqüentemente criados em aquários.

## Taxonomia

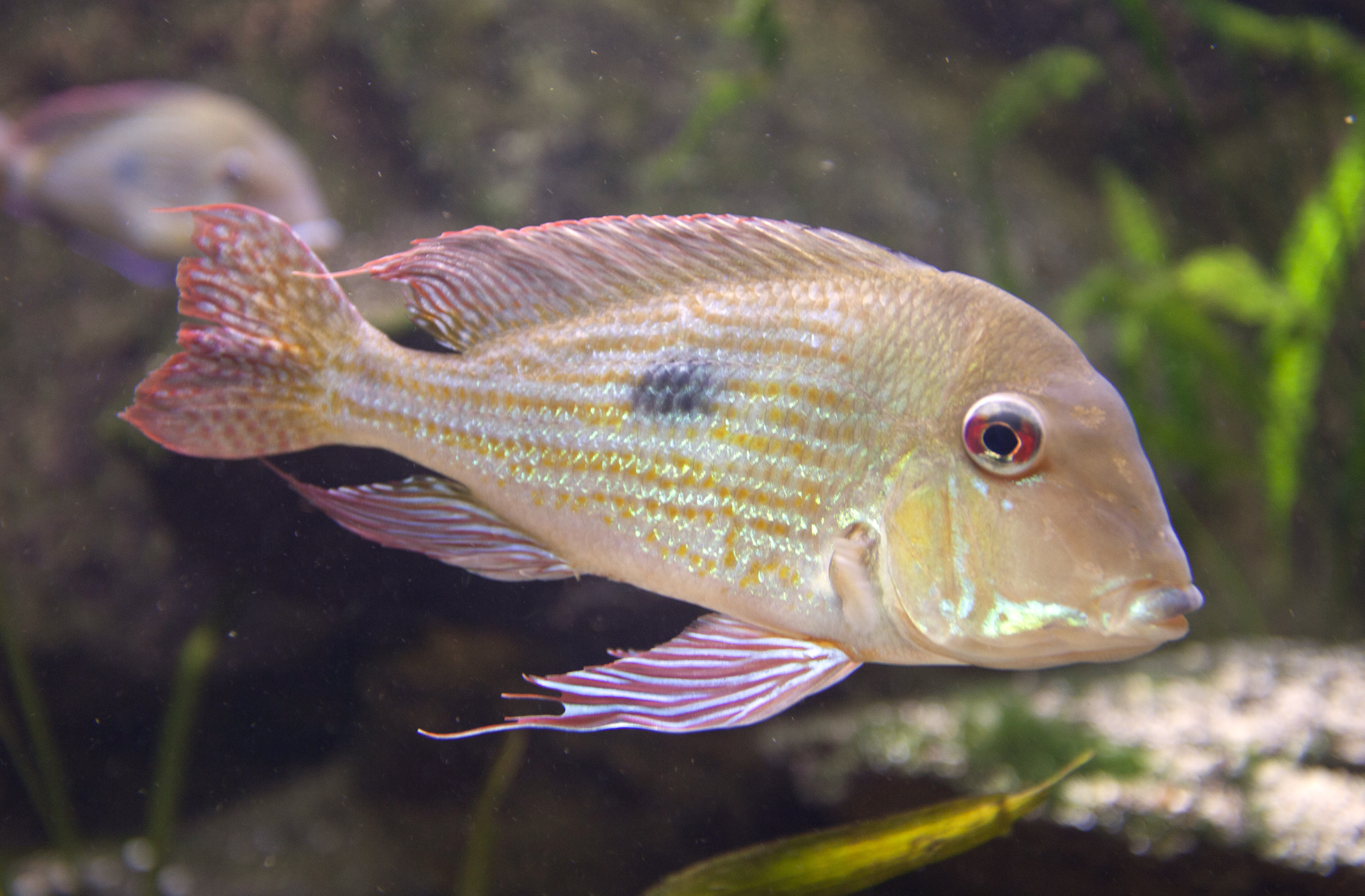
Espécie do gênero Geophagus, membro do Geophagus sensu stricto

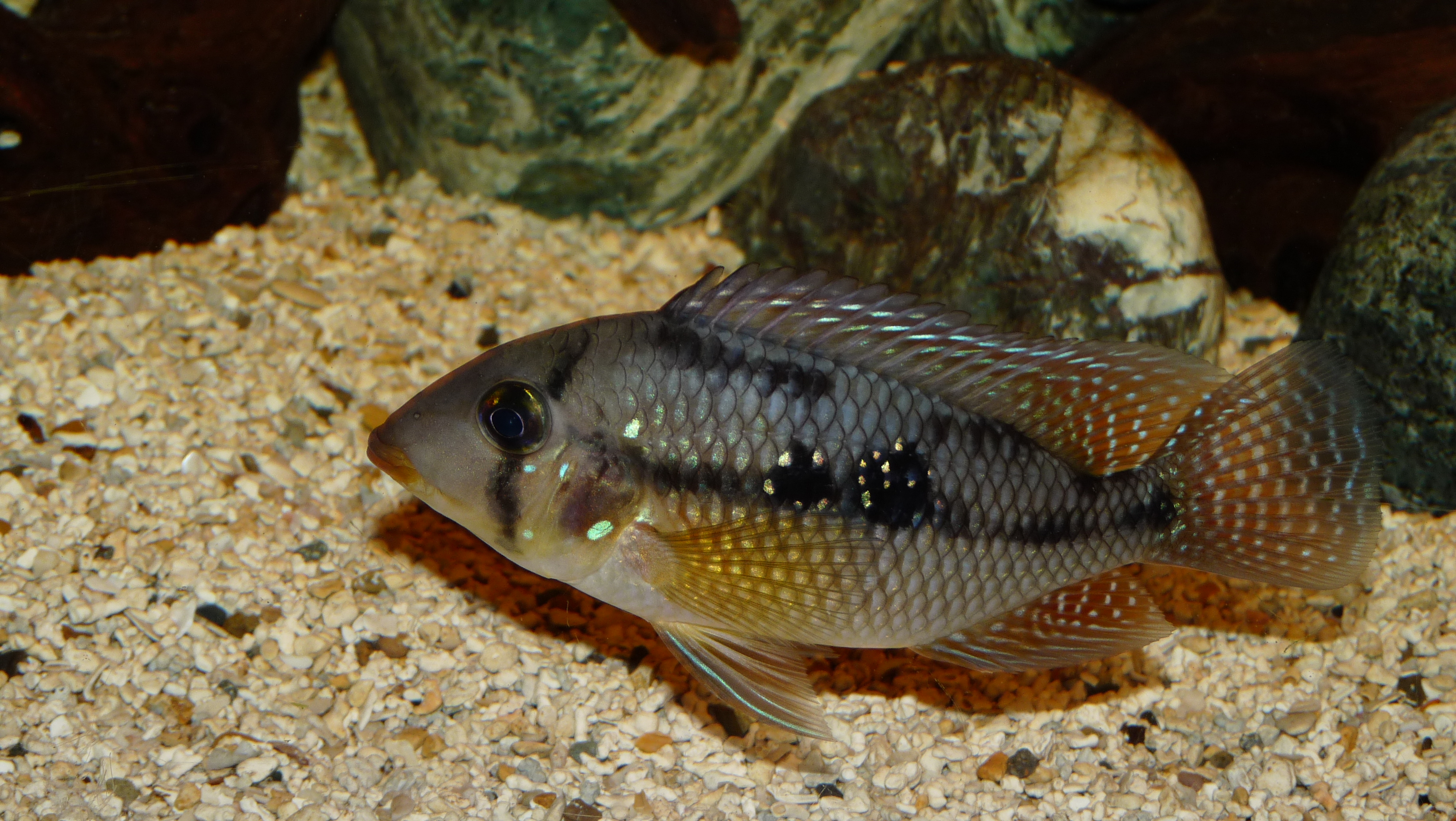
Geophagus brasiliensis

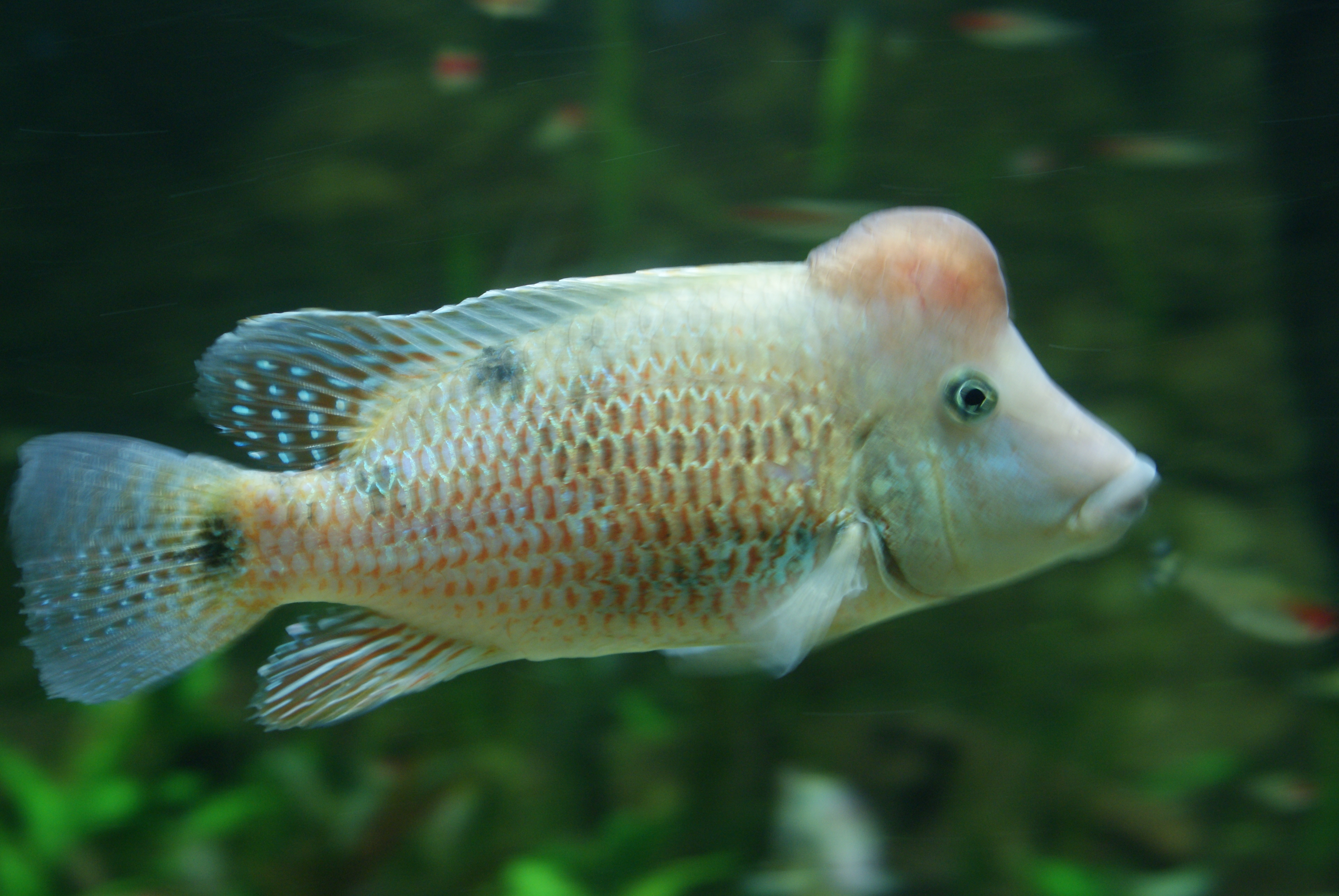
Geophagus steindachneri

Alguns ciclídeos anteriormente incluídos neste gênero foram realocados para os gêneros Biotodoma, Gymnogeophagus ou Satanoperca. Mesmo com esses gêneros separados, o Geophagus é atualmente polifilético e necessita de mais revisões taxonômicas. Existem três grupos principais:
- O geophagus sensu stricto é, em sua maioria, relativamente pacífico, geralmente possui extensões longas de barbatanas e é nativo das bacias do Amazonas, Orinoco e Parnaíba, bem como dos rios das Guianas. Peixes neste grupo são freqüentemente identificados no comércio de peixes de aquário como "Geophagus surinamensis". A identidade dessa espécie em particular é um tanto incerta; os peixes no comércio são normalmente outros membros do complexo.
- Espécies mais robustas e agressivas do complexo G. brasiliensis (incluindo G. diamantinensis, G. iporangensis, G. itapicuruensis e G. obscurus) encontradas em bacias hidrográficas do leste e sudeste do Brasil, Uruguai e nordeste da Argentina.
- O complexo trans-andino G. steindachneri (incluindo G. crassilabris e G. Pellegrini) do norte e do oeste da Colômbia, noroeste da Venezuela e Panamá, onde os machos adultos desenvolvem uma distinta testa vermelha bulbosa.

### Espécies

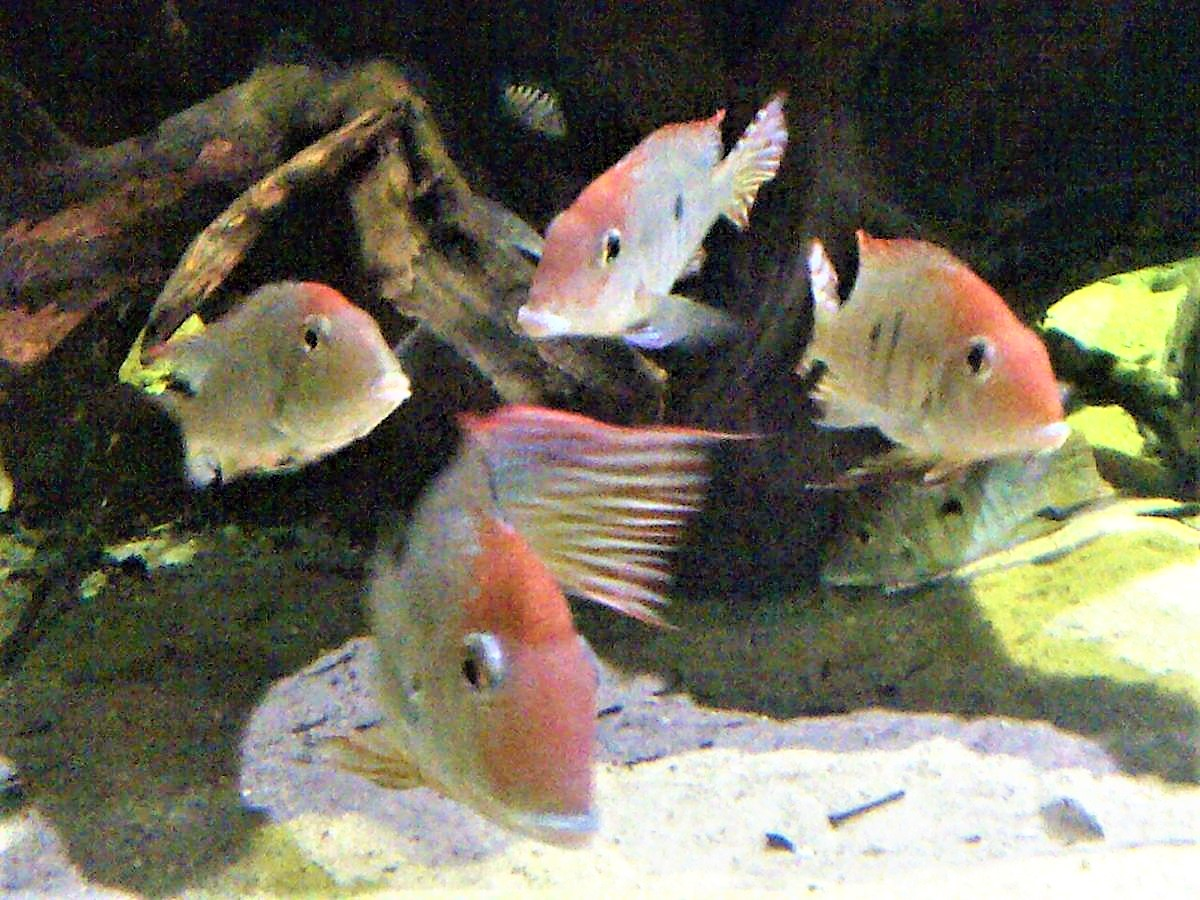
Geophagus sp., uma espécie não descrita do rio Tapajós

Existem atualmente 32 espécies reconhecidas neste gênero.
- Geophagus abalios López-Fernández & Taphorn, 2004
- Geophagus altifrons Heckel, 1840
- Geophagus argyrostictus S. O. Kullander, 1991
- Geophagus brachybranchus S. O. Kullander & Nijssen, 1989
- Geophagus brasiliensis (Quoy & Gaimard, 1824) (Pearl cichlid)
- Geophagus brokopondo S. O. Kullander & Nijssen, 1989
- Geophagus camopiensis Pellegrin, 1903 (Oyapock eartheater)
- Geophagus crassilabris Steindachner, 1876 (Panamanian eartheater)
- Geophagus crocatus Hauser & López-Fernández, 2013[8]
- Geophagus diamantinensis Mattos, W. J. E. M. Costa & A. C. A. Santos, 2015[2]
- Geophagus dicrozoster López-Fernández & Taphorn, 2004
- Geophagus gottwaldi I. Schindler & Staeck, 2006[9]
- Geophagus grammepareius S. O. Kullander & Taphorn, 1992
- Geophagus harreri J. P. Gosse, 1976 (Maroni eartheater)[10]
- Geophagus iporangensis Haseman, 1911
- Geophagus itapicuruensis Haseman, 1911
- Geophagus megasema Heckel, 1840
- Geophagus mirabilis Deprá, S. O. Kullander, Pavanelli & da Graça, 2014[11]
- Geophagus multiocellus Mattos & W. J. E. M. Costa, 2018[12]
- Geophagus neambi P. H. L. Lucinda, C. A. S. de Lucena & Assis, 2010
- Geophagus obscurus (Castelnau, 1855)
- Geophagus parnaibae Staeck & I. Schindler, 2006[13]
- Geophagus pellegrini Regan, 1912 (Yellowhump eartheater)
- Geophagus proximus (Castelnau, 1855)
- Geophagus pyrocephalus
- Geophagus rufomarginatus Mattos & W. J. E. M. Costa, 2018[12]
- Geophagus santosi Mattos & W. J. E. M. Costa, 2018[12]
- Geophagus steindachneri C. H. Eigenmann & Hildebrand, 1922 (Redhump eartheater)
- Geophagus surinamensis (Bloch, 1791) (Red-striped eartheater)
- Geophagus sveni P. H. F. Lucinda, C. A. S. de Lucena & Assis, 2010
- Geophagus taeniopareius S. O. Kullander & Royero-L., 1992
- Geophagus winemilleri López-Fernández & Taphorn, 2004